# XXV Gathering!: Let Us Prey
Pour l'enregistrement vidéo du concert, voir XXV Gathering!: The Band that Preys Together Stays Together.
Albums de Killing Joke
Killing Joke Hosannas from the Basements of Hell
XXV Gathering!: Let Us Prey est le troisième album officiel enregistré en concert par le groupe Killing Joke au Shepherd's Bush Empire à Londres, à l’occasion des 25 ans de production discographique du groupe. Sorti en 2005, il existe également un enregistrement vidéo disponible sur DVD, XXV Gathering!: The Band that Preys Together Stays Together. L'album est aussi disponible en double vinyle coloré, en édition limitée.

## Liste des morceaux
1. Communion
2. Wardance
3. Song and Dance
4. Primitive
5. Total Invasion
6. Bloodsport
7. Requiem
8. Asteroid
9. The Wait
10. Pssyche
11. The Pandys are Coming
12. Sun Goes Down
13. Are You Receiving?
14. Love Like Blood
15. Pandemonium